# Cowichan Valley (circonscription britanno-colombienne)
Pour les articles homonymes, voir Cowichan.
Circonscription électorale provinciale du Canada
Cowichan Valley est une circonscription provinciale de la Colombie-Britannique représentée à l'Assemblée législative de la Colombie-Britannique depuis 2009.

## Géographie
En 2020, la circonscription représente un territoire au sud de l'île de Vancouver dans la région autour de la rivière Cowichan (en). Les communautés de la circonscription sont Duncan, Lake Cowichan, Shawnigan Lake, Mill Bay (en), Cobble Hill, Maple Bay (en), Youbou, Honeymoon Bay, Mesachie Lake (en), Mill Bay (en) et Bamberton.

## Liste des députés
| Législature                                                                         | Années                                                                              | Député                                                                              | Député                                                                              | Parti                                                                               |
| Cowichan Valley Circonscription issue de Cowichan-Ladysmith et Malahat-Juan de Fuca | Cowichan Valley Circonscription issue de Cowichan-Ladysmith et Malahat-Juan de Fuca | Cowichan Valley Circonscription issue de Cowichan-Ladysmith et Malahat-Juan de Fuca | Cowichan Valley Circonscription issue de Cowichan-Ladysmith et Malahat-Juan de Fuca | Cowichan Valley Circonscription issue de Cowichan-Ladysmith et Malahat-Juan de Fuca |
| ----------------------------------------------------------------------------------- | ----------------------------------------------------------------------------------- | ----------------------------------------------------------------------------------- | ----------------------------------------------------------------------------------- | ----------------------------------------------------------------------------------- |
| 39e                                                                                 | 2009–2013                                                                           |                                                                                     | Bill Routley (en)                                                                   | Néo-démocrate                                                                       |
| 40e                                                                                 | 2013–2017                                                                           |                                                                                     | Bill Routley (en)                                                                   | Néo-démocrate                                                                       |
| 41e                                                                                 | 2017–2020                                                                           |                                                                                     | Sonia Furstenau                                                                     | Vert                                                                                |
| 42e                                                                                 | 2020–2024                                                                           |                                                                                     | Sonia Furstenau                                                                     | Vert                                                                                |
| 43e                                                                                 | 2024–en cours                                                                       |                                                                                     | Debra Toporowski (en)                                                               | Néo-démocrate                                                                       |